# Johann Jakob Weilenmann
Johann Jakob Weilenmann (24. ledna 1819 St. Gallen – 8. července 1896 tamtéž) byl švýcarský alpinista a spisovatel.

## Prvovýstupy
- 1858 – Muttler
- 1861 – Fluchthorn spolu s Franzem Pöllem
- 1862 – Ramolkogel
- 1865 – Piz Buin (spolulezci Joseph Anton Specht, Jakob Pfitscher a Franz Pöll)
- 1865 – Mont Blanc de Cheilon spolu s J. Felleym
- 1865 – Crast' Agüzza (spolulezci Joseph Anton Specht, Jakob Pfitscher a Franz Pöll)
- 1887 – Helsenhorn

## Publikace
- 1859 – Eine Ersteigung des Piz Linard im Unter-Engadin
- 1859 – Berg- und Gletscher-Fahrten in den Hochalpen der Schweiz, spoluautoři Heinrich Zellen-Horner, Melchior Ulrich a Gottlieb Samuel Studer
- 1859 – Die Ersteigung des Monte Rosa und Monte Generoso, spoluautor Melchior Ulrich
- 1866 – Im Adula-Gebirge
- 1866 – Das Gepaatschjoch: aus dem Kauner-Thale über die Gepaatsch- und Vernagt-Ferner nach dem Rofenthale
- 1868 – Die bäder von Bormio : Landschaftsbilder, bergfahrten und naturwissenschaftliche skizzen, spoluautor Gottfried Ludwig Theobald
- 1868 – Die Bäder von Bormio und die sie umgebende Gebirgswelt, spoluautoři Gottfried Theobald, Christian Gregor Brugger a Conrad Meyer-Ahrens
- 1872 – Aus der Firnenwelt, gesammelte Schriften
- 1923 – Aus der Firnenwelt : Rhätikon, Silvretta, Fernwall
- 1937 – Schnalsertal und Vintschgau
- 1989 – Bergabenteuer in Rätikon, Verwall und Silvretta : auf den Höhenwegen vom Rheintal bis zum Engadin mit dem einsamen Bergwanderer des 19. Jahrhunderts